# Frankfurter Kranz
La Frankfurter Kranz (lett. "corona di Francoforte") è una torta tedesca a base di crema al burro, pan di Spagna e ciliegie.

## Storia
La Frankfurter Krantz simboleggia la corona degli imperatori tedeschi e commemorerà Francoforte in qualità di luogo dell'incoronazione. Fu creata intorno al 1735 e la più antica ricetta del dolce pervenutaci risale all'inizio del ventesimo secolo. La sua forma rotonda e il croccante avevano lo scopo di rappresentare una corona d'oro mentre le ciliegie dovevano ricordare i rubini.